# Cerodontha atronitens
Cerodontha atronitens este o specie de muște din genul Cerodontha, familia Agromyzidae, descrisă de Friedrich Georg Hendel în anul 1920. Conform Catalogue of Life specia Cerodontha atronitens nu are subspecii cunoscute.